# Life (película de 2017)
Life (en España: Life (Vida) y en Hispanoamérica: Life: Vida inteligente) es una película estadounidense de ciencia ficción y suspenso dirigida por Daniel Espinosa y escrita por Paul Wernick y Rhett Reese. Está protagonizada por Jake Gyllenhaal, Rebecca Ferguson y Ryan Reynolds. Fue estrenada el 24 de marzo de 2017 por Sony Pictures y Paramount Pictures, tiene una duración aproximada de 103/104 minutos, fue creada con un presupuesto de 58 000 000 dólares y recaudó 100 541 806 dólares a nivel mundial.

## Argumento
Una tripulación de seis miembros de la Estación Espacial Internacional espera la llegada de la cápsula Pilgrim 7 procedente de Marte. El ingeniero Rory Adams (Ryan Reynolds) consigue capturar la sonda, que contiene la evidencia de vida extraterrestre encerrada en una muestra de suelo. El biólogo Hugh Derry (Ariyon Bakare) logra reactivar la célula alimentándola con glucosa y aumentando la presión de oxígeno. El organismo, llamado Calvin por los niños de una escuela, crece rápidamente hasta alcanzar el tamaño de un pequeño organismo pluricelular. Tras un accidente en el laboratorio, Calvin queda en un estado inactivo. Hugh intenta reanimarlo con pequeñas descargas eléctricas. El organismo resucita y agarra la mano de Hugh, que intenta soltarse, hasta que Calvin le rompe un dedo y Hugh se desmaya. Calvin demuestra su inteligencia cuando logra salir de la caja usando una herramienta para perforar el guante. Mientras Calvin devora una de las ratas del laboratorio, Rory aprovecha para entrar y rescatar a Hugh. Consigue sacarlo, pero Calvin se pega a la pierna de Rory y el médico de la tripulación, David Jordan (Jake Gyllenhaal), encierra a Rory en el laboratorio. Rory logra deshacerse de Calvin electrocutándolo con una lámpara y luego intenta incinerarlo. Calvin muestra una gran agilidad y resistencia al fuego, evadiendo los ataques de Rory. A continuación, Calvin ataca a Rory introduciéndose por su boca y destrozándolo desde dentro. Poco después, Calvin surge de la boca de Rory, con su tamaño aumentado y consigue escapar por el sistema de ventilación, a pesar de los esfuerzos de la oficial de cuarentena Miranda North (Rebecca Ferguson) de mantenerlo encerrado.
Calvin corta las comunicaciones con la Tierra. La comandante Katerina Golovkin (Olga Dykhovichnaya) realiza un paseo espacial para reparar las comunicaciones. Calvin, que demuestra poder sobrevivir al vacío espacial, ataca a Katerina y le avería el sistema de refrigeración del traje. Katerina intenta volver a la estación mientras que David se dirige hacia la esclusa. Al llegar, descubre que Katerina le bloquea la compuerta exterior para evitar que Calvin entre al interior de la nave. Katerina muere asfixiada por el refrigerante. Al ver su primer plan fracasado, Calvin intenta entrar en la estación a través de los propulsores. El ingeniero Sho Murakami (Hiroyuki Sanada) comienza dar descargas a los propulsores para impedirlo, lo cual hace que la estación comience a perder la órbita, además de combustible. Sho informa a la tripulación de que necesita usar el combustible para volver a una órbita segura, lo que permitiría a Calvin volver a entrar a la estación. La tripulación planea encerrarse en uno de los módulos y vaciar el aire del resto de la estación.
Cuando Hugh sufre un paro cardíaco, descubren que Calvin se le había adherido y se estaba alimentando de su pierna. Miranda le da una descarga con el desfibrilador y Calvin, que ha crecido hasta ser una criatura tentacular mucho más grande, ataca al resto de la tripulación. Sho se esconde en su vaina de sueño mientras Calvin intenta llegar a él. David y Miranda elaboran un plan para encerrar y asfixiar a Calvin utilizando la sangre y el cadáver de Hugh como cebo.
En respuesta a la llamada de socorro de Katerina, antes de perder las comunicaciones, el control de misión envía una cápsula Soyuz como parte de un plan de seguridad, diseñado por Miranda, para mantener la cuarentena. La nave se acopla a la estación y comienza a alejarla de la órbita de la tierra. Creyendo que se trata de una misión de rescate, Sho abandona su vaina y se dirige a la esclusa para abrirla y escapar. Al forzar la escotilla, Calvin ataca a la tripulación del Soyuz y hace que se produzca una descompresión explosiva que mata a Sho y a su vez, acelera la descomposición orbital. La Soyuz se estrella contra la ISS dejando a David y Miranda como los únicos supervivientes.
Consciente de que Calvin podrá sobrevivir a la reentrada, David planea llevar a Calvin hasta una de las dos cápsulas de escape PPTS y llevarla al espacio, mientras Miranda escapa en la otra cápsula a la Tierra. David, usando lámparas de emergencia, atrae a Calvin hasta su cápsula y se lanza al espacio, mientras Miranda inicia su descenso a la Tierra en la otra cápsula de escape. Una de las cápsulas golpea escombros y se sale de curso. Calvin inmoviliza a David y toma el control de su cápsula.
Una cápsula aterriza en el océano, cerca de dos pescadores. Al acercarse a esta, encuentran a David envuelto en una extraña telaraña viscosa. Entre tanto, el sistema de navegación de la cápsula de Miranda falla, dejandóla fuera de control, y es enviada al espacio exterior. Los pescadores abren la cápsula a pesar de las advertencias de David de no hacerlo, mientras se acercan más barcos al lugar de la caída...

## Reparto
- Jake Gyllenhaal como el Dr. David Jordan, médico asesor de alto nivel estadounidense.
- Rebecca Ferguson como la Dra. Miranda North, agente de cuarentena y microbióloga británica del Centro para el Control y Prevención de Enfermedades.
- Ariyon Bakare como Hugh Derry, biólogo británico.
- Olga Dihovichnaya como Ekaterina Golovkina, comandante de la Estación Espacial Internacional y piloto rusa.
- Hiroyuki Sanada como Sho Murakami, Ingeniero de sistemas y piloto japonés de la Estación Espacial Internacional.
- Ryan Reynolds como Rory Adams "Roy", ingeniero de vuelo estadounidense.
- Alexandre Nguyen como uno de los pescadores que ayuda a David Jordan salir de la nave.
- Jesus Del Orden como un estudiante.
- Allen McLean como un estudiante.
- Leila Grace Bostwick-Riddell como una estudiante.
- Mari Gvelesiani como una estudiante.
- Elizabeth Vargas como la presentadora del programa de televisión 20/20.
- David Muir como el presentador del programa de televisión 20/20.
- Camiel Warren-Taylor como Dominique.
- Haruka Kuroda como la doctora.
- Naoko Mori como Kazumi.
- Hiu Woong-Sin como uno de los pescadores que ayuda a David Jordan salir de la nave.

## Producción
El 18 de noviembre de 2015 Deadline informó que Daniel Espinosa dirigiría la película de ciencia ficción Life a partir de un guion escrito por Paul Wernick y Rhett Reese, la cual Skydance Media financiaría y produciría con David Ellison y Dana Goldberg, junto con Bonnie Curtis y Julie Lynn. Paramount Pictures buscaba manejar los derechos de distribución de la película, mientras que el acuerdo no se confirmaba. El 28 de enero de 2016 Rebecca Ferguson fue incluida al reparto, y después de ella Ryan Reynolds, el 16 de febrero de 2016, para interpretar el papel principal. El 10 de marzo de 2016 Jake Gyllenhaal se une al reparto.